# 罗伯特·莫里森
罗伯特·莫里森（英語：Robert Morrison，1902年3月26日—1980年2月19日），英国男子赛艇运动员。他曾代表英国参加1924年夏季奥林匹克运动会赛艇比赛，获得男子四人单桨无舵手金牌。